# Брукшир, Люк
Брайан «Люк» Даррелл Брукшир (англ. Brian «Luke» Darrell Brookshier) — американский сценарист, художник раскадровки, режиссёр и дизайнер персонажей. Работал над многими мультсериалами, такими как «Губка Боб Квадратные Штаны», «Базз Лайтер из звёздной команды: Приключения начинаются», «Мышиный дом», «Гравити Фолз» и «Свин Коза Банан Сверчок ».

## Биография
Люк Брукшир родился 31 августа 1971 года в городе Корона, штат Калифорния, США. Обучался анимацией в Калифорнийском институте искусств.
В 26 лет начал работать над мультсериалами. Первым его проектом стал «101 далматинец», где работал проп-дизайнером и художником раскадровки. С 2005 по 2014 год Люк работал сценаристом и художником раскадровки в мультсериале канала Nickelodeon, Губка Боб Квадратные Штаны. Помимо этого Брукшир работал над сериалами «Базз Лайтер из звёздной команды: Приключения начинаются», «Гравити Фолз», «Свин Коза Банан Сверчок » и другими.

## Фильмография
| Годы                          | Название                                                | Примечания                                                           |
| ----------------------------- | ------------------------------------------------------- | -------------------------------------------------------------------- |
| 1995                          | Макс                                                    | Оформитель персонажей                                                |
| 1997—1998                     | 101 далматинец                                          | Проп-дизайнер, художник раскадровки                                  |
| 1998—1999                     | Геркулес                                                | Проп-дизайнер                                                        |
| 2000—2001                     | Базз Лайтер из звёздной команды: Приключения начинаются | Проп-дизайнер, дизайнер персонажей                                   |
| 2000                          | Thrillseekers: Putt n' Perish                           | Дизайнер персонажей                                                  |
| 2001—2002                     | Мышиный дом                                             | Проп-дизайнер                                                        |
| 2005                          | Ким Пять-с-Плюсом: Подумаешь, трагедия                  | Художник раскадровки                                                 |
| 2005—2013; 2017 — наст. время | Губка Боб Квадратные Штаны                              | Сценарист, художник раскадровки, анимационный сценарист, автор песен |
| 2005                          | The X's                                                 | Художник раскадровки                                                 |
| 2009                          | Вся правда о Губке Бобе                                 | Играет самого себя                                                   |
| 2012                          | Гравити Фолз                                            | Художник раскадровки                                                 |
| 2013—2014                     | Дядя Деда                                               | Сценарист, художник раскадровки                                      |
| 2015                          | Губка Боб в 3D                                          | Художник раскадровки                                                 |
| 2015                          | Кволик                                                  | Художник раскадровки                                                 |
| 2015—2016                     | Свин Коза Банан Сверчок                                 | Режиссёр                                                             |
| 2017                          | Супер-пуперское подземное лето Билли Дилли              | Сценарист, художник раскадровки                                      |
| 2021 — наст. время            | Лагерь «Коралл»: Детство Губки Боба                     | Разработчик, сценарист                                               |
| 2021 — наст. время            | Шоу Патрика Стара                                       | Разработчик, сценарист                                               |